# Damian Lee
Damian Lee est un réalisateur, scénariste et producteur canadien, né en 1950.

## Biographie
Ses films les plus notables sont Abraxas, gardien de l'univers (en), No Exit (en) et Ski School (en). Il a monté sa propre société de production dans les années 1980, Rose & Ruby.

## Filmographie

### Réalisation
- 1986 : Blood, Sweat and Tears (série télévisée)
- 1987 : Le Matraqueur des rues (Last Man Standing)
- 1994 : Abraxas, gardien de l'univers (Abraxas, Guardian of the Universe)
- 1995 : No Exit
- 1995 : Street Law
- 1997 : Moving Target
- 1997 : Papertrail
- 2000 : Agent destructeur (Agent Red)
- 2006 : King of Sorrow
- 2007 : The Poet (Opération Varsovie : Le Poète)
- 2011 : Sacrifice
- 2012 : A Dark Truth (The Truth) 2013
- 2013 : Hit It
- 2013 : Breakout (Split Decision)
- 2014 : Dernier combat (A Fighting Man)
- 2016 : Ice Girls (TV)

### Scénario
- 1983 : Copper Mountain
- 1988 : Watchers

### Producteur
- 2000 : Amours mortelles